# Степанова Пасіка
Степанова Пасіка (біл. вёска Сцяпанава Пасека) — село в складі Смолевицького району Мінської області, Білорусь. Село підпорядковане Пекалинській сільській раді, розташоване в центральній частині області.